# Thurgood Marshall

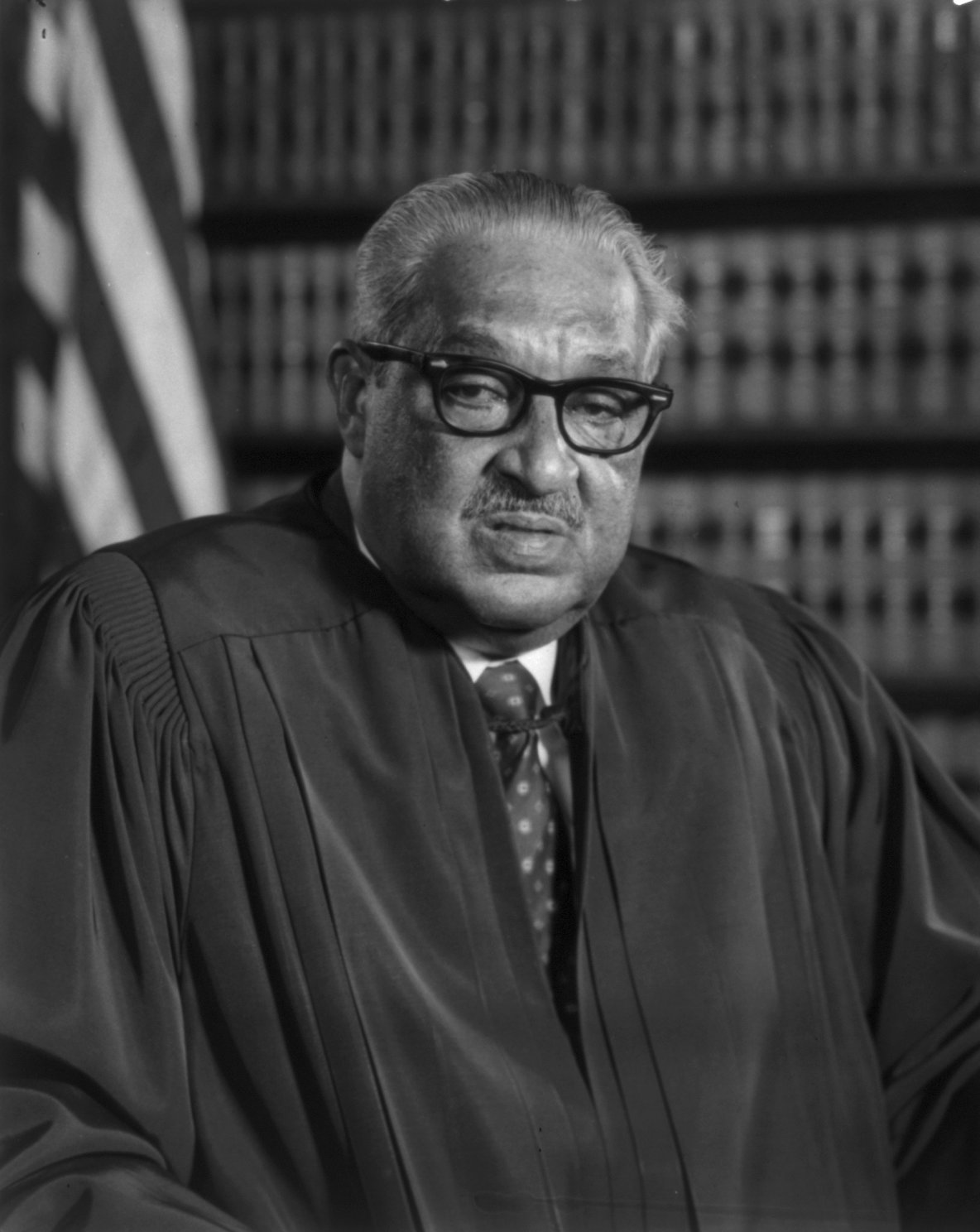
Thurgood Marshall (1976)

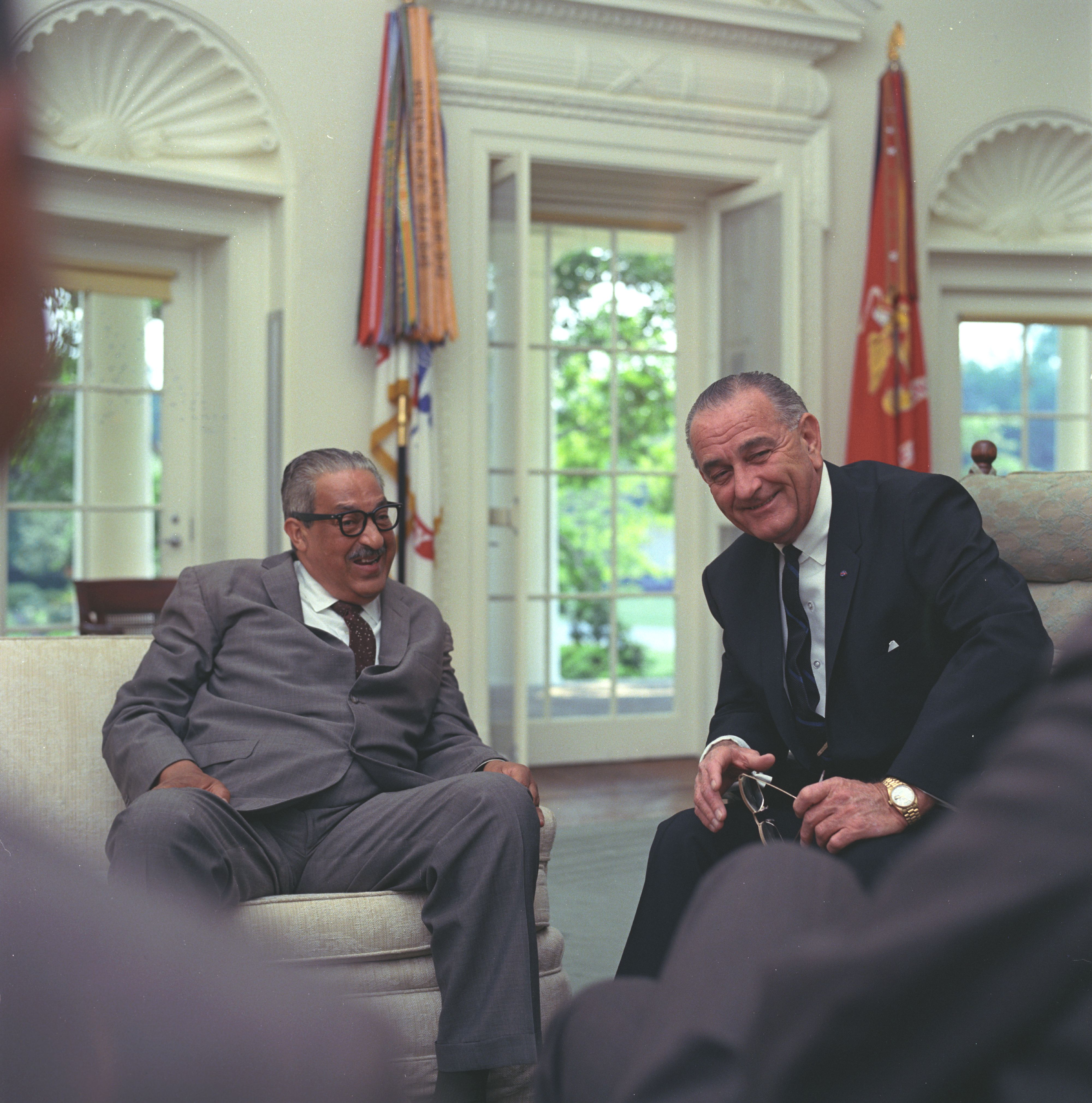
Thurgood Marshall links im Oval Office mit Präsident Johnson, 1967

Thurgood Marshall (* 2. Juli 1908 in Baltimore, Maryland als Thoroughgood Marshall; † 24. Januar 1993 in Bethesda, Maryland) war ein US-amerikanischer Jurist und der erste afroamerikanische Richter am Obersten Gerichtshof der USA. Er amtierte von 1967 bis 1991, als er sich aus gesundheitlichen Gründen von seinem Amt zurückzog.

## Leben

### Ausbildung
Nach dem Besuch einer High School in Baltimore erwarb er 1930 an der Lincoln University den B.A. mit Auszeichnung in Amerikanischer Literatur und Philosophie. Weil er als Schwarzer nicht die University of Maryland Law School besuchen durfte, bewarb er sich bei der Howard University School of Law in Washington, D.C. Sein Anwaltsdiplom erhielt er dort 1933.

### Bürgerrechtsanwalt
Seinen ersten Fall vor dem Obersten Gerichtshof (Chambers v. Florida) gewann er 1940. Sein größter Erfolg als Rechtsanwalt war das Verfahren von Brown v. Board of Education 1954, in dem der Gerichtshof das Urteil fällte, dass eine separate but equal („getrennte, aber gleiche“) öffentliche Schulbildung illegal sei, weil man auf diesem Wege keine Gleichheit erreichen könne.

### Bundesrichter
Präsident John F. Kennedy schlug Marshall 1961 zum United States Court of Appeals for the Second Circuit vor. Als eine Gruppe von Senatoren aus den Südstaaten seine Bestätigung aufhielt, amtierte er für einige Monate auf der Basis eines Recess Appointments. Marshall blieb an diesem Bundesberufungsgericht bis 1965, als Präsident Lyndon B. Johnson ihn zum United States Solicitor General ernannte. Zwei Jahre später wurde Marshall von Johnson mit der Zustimmung des Senats zum Richter am Obersten Gerichtshof der Vereinigten Staaten ernannt, wo er am 2. Oktober als Nachfolger von Tom C. Clark vereidigt wurde. Die Ernennung wurde von Johnson wie folgt charakterisiert:

“the right thing to do, the right time to do it, the right man and the right place.”

„das Richtige zu tun, die richtige Zeit dafür, der richtige Mann und der richtige Ort.“

## Ehrungen
Die American Philosophical Society verlieh ihm 1992 ihre Benjamin Franklin Medal for Distinguished Public Service. Am 30. November 1993 wurde Marshall postum die Freiheitsmedaille („The Presidential Medal of Freedom“) verliehen, die höchste zivile Auszeichnung in den USA. Im Jahr 2001 benannte der US-Kongress das Foley Square Courthouse in New York City, in dem er tätig gewesen war, in Thurgood Marshall United States Courthouse um. Des Weiteren gibt es in Washington, D.C. das Thurgood Marshall Federal Judiciary Building.
Seit dem 1. Oktober 2005 trägt der Baltimore-Washington International Airport, der internationale Flughafen Baltimores, den Namen Marshalls in seiner vollständigen Bezeichnung. Ein nach ihm benanntes Versorgungsschiff der United States Navy soll nach Plänen von Verteidigungsminister Pete Hegseth im Rahmen der von ihm betriebenen Wiederausgrenzung von Minderheiten aus den amerikanischen Streitkräften in der 2. Amtszeit von Donald Trump als US-Präsident umbenannt werden.
In den 2020er Jahren war geplant, das in Bau befindliche Versorgungsschiff T-AO-211 der United States Navy, ein Trossschiff der John-Lewis-Klasse, nach Thurgood Marshall zu benennen. Nach Ankündigungen aus der Umgebung des neuen Verteidigungsministers Pete Hegseth soll der Name im Rahmen der von ihm betriebenen Wiederausgrenzung von Minderheiten aus den amerikanischen Streitkräften in der 2. Amtszeit von Donald Trump als US-Präsident aber geändert werden.

## Sonstiges
- Thurgood Marshall war Freimaurer, seine Loge ist unter der Prince-Hall-Großloge konstituiert.[5]
- In dem biografischen Film Marshall aus dem Jahr 2017 wurde er von Chadwick Boseman dargestellt.